# Z Mazinger
Z Mazinger (Zマジンガー?, Z Majingā) è un manga scritto e disegnato da Gō Nagai, pubblicato dalla Kodansha dal 1998 al 2000 su Magazine Special, riedizione del fumetto Mazinger Z. In Italia è stato pubblicato da d/visual dal 2004 al 2005. L'opera conta in totale cinque tankōbon e non ha un vero e proprio finale.

## Trama
In era contemporanea, la lotta fra le divinità continua: Ade si ribella alle altre divinità olimpiche e attacca la Terra con l'aiuto del dottor Hell, mentre Zeus, rimasto ferito nella lotta, affida un corpo meccanico a uno studente che sta visitando un antico tempio greco nei pressi di Tokyo in Giappone, in realtà la casa del dio. Lo studente si chiama Koji Kabuto, che chiamerà il robot Z Mazinger, da "Mashin" macchina e "Jin" dio; con l'aiuto del professor Yumi delle forze di difesa il robot verrà preparato a combattere gli invasori.
Sviluppandosi la trama si aggiungono nuovi personaggi mutuati dalla vecchia serie di Mazinger Z: Sayaka, che alla fine del manga guiderà il corpo meccanico datole da Afrodite, Tetsuya, il pilota dello Scrander, Jun, Boss e tanti altri.

## Ispirazione e riferimenti culturali
In questa opera l'autore esprime tutto il suo amore per i miti dell'antica Grecia, usando come spunto narrativo l'idea che tali miti non siano altro che la testimonianza umana di epiche battaglie tra robot pilotati da extraterrestri. La famosa Z di Mazinga sta per Zeus, mentre la A dei robot femminili sta per Afrodite. Nella storia Zeus ed Afrodite sono due extraterrestri che combattono per difendere la terra dall'attacco di Ade, a capo di una fazione che vuole lo sterminio dei terrestri, prima di lasciare i loro corpi a Koji Kabuto e Sayaka Yumi. L'interesse di Nagai per i miti greci si esprime anche nella partecipazione alle avventure di Z Mazinger di altri protagonisti degli antichi miti come Artemide, Cerbero, Poseidone e Ares. Le relazioni di invidia ed amore tra questi esseri mitologici diventano uno dei leitmotiv del manga ed una delle più potenti armi nelle mani di Koji.